# Ancara rubriviridis
Ancara rubriviridis là một loài bướm đêm trong họ Noctuidae.